# Kwajok
Kwajok o Kuajok és una ciutat del Sudan del Sud, capital de l'estat de Warrap i del comtat de Gogrial West, propera a la regió en litigi d'Abyei. El centre de la ciutat és la plaça de la Llibertat de Kuajok. La ciutat és tranquil·la i sense delinqüència. Hi ha una emissora de ràdio local, un mercat, un hospital i algunes clíniques privades (el governador Nyandeng Malek va prometre millorar la sanitat). La ciutat no disposa d'il·luminat públic i depèn dels generadors. Els habitants són majoritàriament catòlics i hi ha una catedral catòlica coneguda en dinka com “Hon Nhialic Kuajok” que vol dir "església de Kuajok" construïda el 1923 junt amb una escola elemental. A la rodalia hi ha un aeròdrom no acabat, i només hi aterra algun helicòpter.
La capital inicial de l'estat quan es va crear fou Warrap (1994), però el 1997 quan el SPLA va conquerir Warrap, les forces armades sudaneses es van retirar cap al nord i van establir la seva base principal a Gogrial. El SPLA va atacar Gogrial i va derrotar els sudanesos que foren dispersats entre Wau i Abyei; poc temps després els sudanesos van poder reconquerir Gogrial que van conservar fins al 2005. El 2003 el governador de l'estat Bona But Deng Mawien, que residia a Wau, va traslladar la capital a Kwajok, que fou declarada oficialment capital de Warrap. El 2005 fou entregada al SPLA en virtut de l'Acord de Pau Complet i algunes veus van demanar el retorn de la capital a Warrap, però no es va produir. Salva Kiir Mayardit va completar els seus estudis a Kwajok.